# Meteorium longebarbatum
Meteorium longebarbatum là một loài Rêu trong họ Meteoriaceae. Loài này được (Hampe) Mitt. mô tả khoa học đầu tiên năm 1869.